# La Prospérité
Pour les articles homonymes, voir Prospérité.
La Prospérité est un quotidien congolais en langue française publié à Kinshasa. En forme longue La Prospérité, quotidien d'actions pour la démocratie et le développement, il est créé par Marcel Ngoyi Ngoyi Kyngi en 2000.